# Familia Gang
Familia Gang es una película mexicana del 2014 dirigida por Armando Casas del género comedia y sátira, escrita por Luis Ayhllón y protagonizada por Giovanna Zacarías, Rafael Inclán, Elpidia Carrillo, Humberto Busto y Jorge Adrián Espíndola

## Sinopsis
Un político policiaco mexicano de alto rango, decidido a montar una escena televisiva donde se captura y abate al criminal más buscado y famoso del país, apodado El Coyote, para esto llega a un acuerdo con la familia del criminal, que se encuentra en cama en estado terminal, para tal empresa encomiendan al Topillero para llevarla a cabo, sin embargo los planes no se desarrollan como deberían, llevando la trama a un sinfín de enredos cómicos inspirados en hechos del acontecer de la vida política mexicana.